# Élections législatives de 1981 à Saint-Pierre-et-Miquelon
Les élections législatives françaises de 1981 à Saint-Pierre-et-Miquelon se déroulent les 14 et 21 juin.

## Élus
| Circonscription        | Député sortant    | Parti | Parti | Député élu ou réélu | Parti | Parti |
| ---------------------- | ----------------- | ----- | ----- | ------------------- | ----- | ----- |
| Circonscription unique | Marc Plantegenest |       | PS    | Albert Pen          |       | PS    |

## Positionnement des partis
Député sortant socialiste depuis 1978, Marc Plantegenest n'est pas candidat à sa réélection.
Pour lui succéder, la majorité sortante investit deux candidats – Jean-Jacques Blanco-Carlotti pour l'UDF-PR et Julien Lepers pour le RPR – sous le sigle UNM (Union pour la nouvelle majorité) tandis que le sénateur-maire de Saint-Pierre, Albert Pen, est soutenu par le Parti socialiste et se réclame de la nouvelle majorité présidentielle.
On compte enfin un candidat divers gauche, Gérard Grignon, qui déclare « soutenir l'action du président de la République » et un divers droite, Victor Reux, qui présente une « candidature d'union pour Saint-Pierre-et-Miquelon ».

## Résultats

### Résultats par circonscription
- Député sortant : Marc Plantegenest (PS, NI), ne se représente pas
- Député élu : Albert Pen (PS, app. PS)[1]

| Candidat       | Candidat                     | Parti          | Premier tour | Premier tour | Second tour | Second tour |  |
| Candidat       | Candidat                     | Parti          | Voix         | %            | Voix        | %           |  |
| -------------- | ---------------------------- | -------------- | ------------ | ------------ | ----------- | ----------- |  |
|                | Albert Pen élu               | EPC            | 1 025        | 38,90        | 1 759       | 60,45       |  |
|                | Jean-Jacques Blanco-Carlotti | Divers droite  | 830          | 31,50        | 1 151       | 39,55       |  |
|                | Gérard Grignon               | Divers droite  | 400          | 15,18        |             |             |  |
|                | Victor Reux                  | PRA            | 199          | 7,55         |             |             |  |
|                | Julien-Renan Lepers          | Divers droite  | 181          | 6,87         |             |             |  |
|                |                              |                |              |              |             |             |  |
| Inscrits       | Inscrits                     | Inscrits       | 3 868        | 100,00       | 3 867       | 100,00      |  |
| Abstentions    | Abstentions                  | Abstentions    | 1 122        | 29,01        | 828         | 21,41       |  |
| Votants        | Votants                      | Votants        | 2 746        | 70,99        | 3 039       | 78,59       |  |
| Blancs et nuls | Blancs et nuls               | Blancs et nuls | 111          | 4,04         | 129         | 4,24        |  |
| Exprimés       | Exprimés                     | Exprimés       | 2 635        | 95,96        | 2 910       | 95,76       |  |